# Paul Studer
Paul Studer (* 1879 in Biel; † 23. Januar 1927) war ein Schweizer Romanist.

## Leben
Studer studierte in Neuchâtel, Berlin und London und wurde Professor für Französisch und Deutsch am Hartley University College in Southampton. Er war von 1913 bis zu seinem Tod der zweite Inhaber des Lehrstuhls für romanische Philologie in Oxford (Nachfolger von Hermann Oelsner; auf ihn folgte Edwin Waters).
Studer war verheiratet und hatte drei Kinder.

## Werke
als Autor
- The Study of Anglo-Norman. Inaugural lecture delivered before the University of Oxford on 6 February 1920. Clarendon, Oxford 1920.

als Herausgeber
- The Oak Book of Southampton of c. A.D. 1300, transcribed and edited from the unique MS. in the Audit House, with Translation, Introduction, Notes. Supplement to The oak book of Southampton containing notes on the Anglo-French dialect of Southampton (early fourteenth century), glossary and indexes. Coxe & Sharland Books, Southampton 1910/11 (2 Bde.)
- The port books of Southampton or (Anglo-French) accounts of Robert Florys, water-bailiff and receiver of petty customs, A.D. 1427–1430, transcribed and edited from the MS. in the Audit House, with notes, introduction, glossary. Coxe & Sharland Books, Southampton 1913.
- Le Mystère d'Adam. An Anglo-Norman drama of the twelfth century. University Press, Manchester 1962 (Nachdr. d. Ausg. 1949).
- Anglo-norman lapidaries. Slatkine Press, Genf 1976 (Nachdr. d. Ausg. Paris 1924; zusammen mit Joan Evans).
- Historical French Reader. Medieval period. Clarendon, Oxford 1974, ISBN 0-19-815327-9 (Nachdr. d. Ausg. Oxford 1924; zusammen mit Edwin G. R. Waters).
- Saint Joan of Orleans. Scenes from the fifteenth century Mystère du Siège d’Orléans. Clarendon, Oxford 1926 (Englisch-Französisch; zusammen mit Joan Evans).